# Androsace marpensis
Androsace marpensis är en viveväxtart som beskrevs av G.F. Smith. Androsace marpensis ingår i släktet grusvivor, och familjen viveväxter. Inga underarter finns listade i Catalogue of Life.